# K League 1 2022
Het seizoen 2022 is de 40e editie van de Zuid-Koreaanse hoogste voetbalafdeling, en de negende na de competitiehervorming van 2012. De officiële naam van de competitie is K League 1, de sponsornaam is Hana 1Q K League 1. Het reguliere seizoen zou beginnen op 19 februari 2022.
Vanaf dit seizoen is er een extra plek voor buitenlandse spelers toegevoegd voor spelers uit de lidstaten van de ASEAN Football Federation.

## Gepromoveerde teams
Gimcheon Sangmu FC, de kampioen van de K League 2, promoveerde voor de start van de competitie.

## Clubs
Twaalf clubs spelen in 2022 in K League 1. Uitgesplitst per provincie komen vijf clubs uit Seoel-Incheon-Gyeonggi-do, telkens vier uit Gyeongsang area, één uit Jeolla area, en één uit Gangwon-do, en één uit Jeju-do.
De volgende twaalf clubs strijden in het seizoen 2022 in de K League 1.
| Club                    | Plaats              | Stadion                                         | Capaciteit    | Begroting in mln. euro | Trainer                  | Kledingsponsor | Hoofdsponsor                                                           |
| ----------------------- | ------------------- | ----------------------------------------------- | ------------- | ---------------------- | ------------------------ | -------------- | ---------------------------------------------------------------------- |
| Daegu FC                | Daegu               | DGB Daegu Bank Park                             | 12.415        | 0                      | CHOI Won-gwon (interim)  | Goal Studio    | DGB Daegu Bank, AJIN Industrial Co., Ltd.                              |
| Gangwon FC              | Chuncheon Gangneung | Chuncheon Song-am Sports Town Gangneung-stadion | 20.000 21.416 | 0                      | CHOI Yong-soo            | Fila           | Gangwonland                                                            |
| Gimcheon Sangmu         | Gimcheon            | Gimcheonstadion                                 | 25.000        | 0                      | KIM Tae-wan              | Kelme          | Stadhuis van Gimcheon, Ministerie van Defensie van Republiek van Korea |
| Incheon United          | Incheon             | Incheon Voetbalstadion                          | 20.300        | 0                      | CHO Sung-hwan            | Macron         | Shinhan Bank, Incheon International Airport                            |
| Jeju United             | Jeju-do(Seogwipo)   | Jeju WK-stadion                                 | 29.000        | 0                      | NAM Ki-il                | Fila           | SK Energy                                                              |
| Jeonbuk Hyundai Motors  | Jeonju              | Jeonju WK-stadion                               | 42.477        | 0                      | KIM Sang-shik            | Adidas         | Hyundai Motor Company                                                  |
| Pohang Steelers         | Pohang              | Steel Yard                                      | 18.960        | 0                      | KIM Gi-dong              | Puma           | POSCO, Stadhuis van Pohang                                             |
| Seongnam FC             | Seongnam            | Tancheonstadion                                 | 16.146        | 0                      | CHUNG Kyung-Ho (interim) | Umbro          | Stadhuis van Seongnam                                                  |
| FC Seoul                | Seoul               | Seoul WK-stadion                                | 66.806        | 0                      | AHN Ik-soo               | Pro-Specs      | GS Shop, GS Caltex                                                     |
| Suwon Samsung Bluewings | Suwon               | Suwon WK-stadion                                | 43.959        | 0                      | LEE Byung-keun           | Puma           | Samsung Electronics, Deutsch Motors                                    |
| Suwon FC                | Suwon               | Suwonstadion                                    | 12.000        | 0                      | KIM Do-kyun              | Hummel         | Stadhuis van Suwon                                                     |
| Ulsan Hyundai           | Ulsan               | Ulsan Munsu Voetbalstadion                      | 44.474        | 0                      | HONG Myung-bo            | Adidas         | Hyundai Oil Bank, Hyundai Heavy Industries                             |

## Standen
| Pos | Grp | Team                        | Wed | W  | G  | V  | Ptn | DV | DT | +/− | Kwalificatie of degradatie                                    |
| --- | --- | --------------------------- | --- | -- | -- | -- | --- | -- | -- | --- | ------------------------------------------------------------- |
| 1   |     | Ulsan Hyundai (C)           | 38  | 22 | 10 | 6  | 76  | 57 | 33 | +24 | Groepsfase AFC Champions League                               |
| 2   |     | Jeonbuk Hyundai Motors      | 38  | 21 | 10 | 7  | 73  | 56 | 36 | +20 | Groepsfase AFC Champions League                               |
| 3   |     | Pohang Steelers             | 38  | 16 | 12 | 10 | 60  | 52 | 41 | +11 | Groepsfase AFC Champions League                               |
| 4   |     | Incheon United              | 38  | 13 | 15 | 10 | 54  | 46 | 42 | +4  | Play-off voorronde, voor niet kampioenen AFC Champions League |
| 5   |     | Jeju United                 | 38  | 14 | 10 | 14 | 52  | 52 | 50 | +2  |                                                               |
| 6   |     | Gangwon FC                  | 38  | 14 | 7  | 17 | 49  | 50 | 52 | −2  |                                                               |
|     |     |                             |     |    |    |    |     |    |    |     |                                                               |
| 7   |     | Suwon FC                    | 38  | 13 | 9  | 16 | 48  | 56 | 63 | −7  |                                                               |
| 8   |     | Daegu FC                    | 38  | 10 | 16 | 12 | 46  | 52 | 59 | −7  |                                                               |
| 9   |     | FC Seoul                    | 38  | 11 | 13 | 14 | 46  | 43 | 47 | −4  |                                                               |
| 10  |     | Suwon Samsung Bluewings (O) | 38  | 11 | 11 | 16 | 44  | 44 | 49 | −5  | Play-offs tegen degradatie naar de K League 2                 |
| 11  |     | Gimcheon Sangmu (R)         | 38  | 8  | 14 | 16 | 38  | 45 | 48 | −3  | Play-offs tegen degradatie naar de K League 2                 |
| 12  |     | Seongnam FC (R)             | 38  | 7  | 9  | 22 | 30  | 37 | 70 | −33 | Degradatie naar de K League 2                                 |

1. ↑  Teams worden opgesplitst in twee groepen (Finale A en Finale B) nadat ze elk 22 wedstrijden hebben gespeeld.
2. ↑  Vier ploegen, één uit de K League 1 en drie uit de K League 2, spelen om één plek in de K League 1. De overige ploegen spelen in de K League 2.
3. ↑  Gimcheon Sangmu is een militair team en komt niet in aanmerking om Zuid-Korea te vertegenwoordigen in de AFC-clubcompetities.

Leidersplaats reguliere competitie per speeldag

## Wedstrijddata

### Programma/uitslagen

#### Reguliere competitie - wedstrijden 1-22
| Thuis \ Uit             | DGU | GWN | GCS | ICU | JJU | JHM | PHS | SNM | SEL | SSB | SWN | USH |
| ----------------------- | --- | --- | --- | --- | --- | --- | --- | --- | --- | --- | --- | --- |
| Daegu FC                | —   | 3–0 | 1–0 | 1–2 | 1–0 | 1–1 | 2–2 | 3–1 | 0–2 | 3–0 | 0–0 | 1–1 |
| Gangwon FC              | 2–0 | —   | 3–2 | 0–1 | 4–2 | 1–2 | 1–1 | 2–0 | 1–0 | 1–1 | 0–2 | 1–3 |
| Gimcheon Sangmu         | 1–1 | 1–0 | —   | 0–1 | 4–0 | 1–2 | 3–2 | 1–1 | 2–0 | 1–1 | 0–1 | 0–2 |
| Incheon United          | 2–2 | 4–1 | 1–0 | —   | 2–2 | 0–1 | 0–1 | 1–0 | 1–1 | 1–0 | 0–1 | 1–1 |
| Jeju United             | 0–0 | 0–0 | 3–1 | 2–1 | —   | 2–0 | 0–3 | 3–2 | 2–2 | 0–0 | 0–0 | 1–2 |
| Jeonbuk Hyundai Motors  | 1–1 | 1–1 | 1–1 | 2–2 | 0–2 | —   | 0–1 | 3–2 | 1–1 | 2–1 | 1–0 | 0–1 |
| Pohang Steelers         | 1–1 | 3–1 | 1–1 | 2–0 | 1–1 | 0–1 | —   | 1–0 | 1–1 | 1–0 | 2–0 | 2–0 |
| Seongnam FC             | 1–1 | 0–2 | 0–3 | 0–1 | 1–2 | 0–4 | 1–4 | —   | 0–0 | 2–2 | 2–2 | 0–2 |
| FC Seoul                | 2–1 | 2–2 | 2–2 | 1–1 | 1–2 | 0–1 | 1–0 | 0–1 | —   | 2–0 | 3–1 | 1–2 |
| Suwon Samsung Bluewings | 1–1 | 2–2 | 2–1 | 0–0 | 0–1 | 0–1 | 1–1 | 1–0 | 0–1 | —   | 1–0 | 1–0 |
| Suwon FC                | 4–3 | 2–4 | 3–2 | 2–2 | 1–3 | 0–1 | 1–0 | 3–4 | 4–3 | 3–0 | —   | 1–2 |
| Ulsan Hyundai           | 3–1 | 2–1 | 0–0 | 2–2 | 1–0 | 1–3 | 2–0 | 0–0 | 2–1 | 2–1 | 2–1 | —   |

#### Reguliere competitie - wedstrijden 23-33
| Thuis \ Uit             | DGU | GWN | GCS | ICU | JJU | JHM | PHS | SNM | SEL | SSB | SWN | USH |
| ----------------------- | --- | --- | --- | --- | --- | --- | --- | --- | --- | --- | --- | --- |
| Daegu FC                | —   | —   | 0–0 | 2–3 | —   | 0–5 | —   | 1–0 | 3–0 | 1–2 | —   | —   |
| Gangwon FC              | 1–0 | —   | 0–1 | —   | 2–1 | 2–1 | —   | —   | —   | —   | 2–3 | —   |
| Gimcheon Sangmu         | —   | —   | —   | 1–0 | 1–2 | 2–2 | 0–1 | —   | 1–2 | —   | —   | 1–2 |
| Incheon United          | —   | 0–1 | —   | —   | —   | 3–1 | —   | —   | 2–0 | —   | 1–1 | 0–0 |
| Jeju United             | 2–2 | —   | —   | 0–1 | —   | —   | 5–0 | 1–2 | —   | 1–2 | —   | 1–1 |
| Jeonbuk Hyundai Motors  | —   | —   | —   | —   | 1–0 | —   | 2–2 | 1–0 | 0–0 | —   | —   | 1–1 |
| Pohang Steelers         | 4–1 | 2–1 | —   | 1–1 | —   | —   | —   | —   | 1–2 | —   | —   | —   |
| Seongnam FC             | —   | 0–4 | 1–4 | 3–1 | —   | —   | 1–1 | —   | —   | —   | 2–1 | 2–0 |
| FC Seoul                | —   | 1–0 | —   | —   | 0–2 | —   | —   | 2–0 | —   | 1–3 | 2–2 | —   |
| Suwon Samsung Bluewings | —   | 2–3 | 0–0 | 3–3 | —   | 2–3 | 0–2 | 4–1 | —   | —   | —   | —   |
| Suwon FC                | 2–2 | —   | 2–1 | —   | 2–2 | 0–1 | 1–0 | —   | —   | 4–2 | —   | —   |
| Ulsan Hyundai           | 4–0 | 2–1 | —   | —   | —   | —   | 1–2 | —   | 1–1 | 1–0 | 2–0 | —   |

#### Finaleronde - wedstrijden 34-38
Finale A
| Thuis \ Uit            | GWN | ICU | JJU | JHM | PHS | USH |
| ---------------------- | --- | --- | --- | --- | --- | --- |
| Gangwon FC             | —   | 0–0 | —   | —   | —   | 1–2 |
| Incheon United         | —   | —   | 3–1 | —   | 1–1 | 0–3 |
| Jeju United            | 1–2 | —   | —   | 1–2 | —   | —   |
| Jeonbuk Hyundai Motors | 1–0 | 2–1 | —   | —   | 3–1 | —   |
| Pohang Steelers        | 1–0 | —   | 1–2 | —   | —   | 1–1 |
| Ulsan Hyundai          | —   | —   | 1–2 | 2–1 | —   | —   |

Finale B
| Thuis \ Uit             | DGU | GCS | SNM | SEL | SSB | SWN |
| ----------------------- | --- | --- | --- | --- | --- | --- |
| Daegu FC                | —   | 1–1 | —   | —   | —   | 2–1 |
| Gimcheon Sangmu         | —   | —   | 1–1 | —   | 1–3 | —   |
| Seongnam FC             | 4–4 | —   | —   | —   | 0–2 | —   |
| FC Seoul                | 2–3 | 1–1 | 0–1 | —   | —   | —   |
| Suwon Samsung Bluewings | 1–2 | —   | —   | 0–0 | —   | 3–0 |
| Suwon FC                | —   | 2–2 | 2–1 | 0–2 | —   | —   |

## Play-offs voor promotie/degradatie
De promotie-degradatie play-offs worden betwist tussen het als tweede geplaatste team in de K League 2 playoff en het elfde geplaatste team in de K League 1 en tussen de winnaars van de K League 2 playoff en het tiende geplaatste team in de K League 1. De winnaars verzekeren een plaats in de 2023 K League 1.

### Play-off I
|                                 |                               |       |                 |                                                |
| 26 oktober 2022 19:30 uur UTC+9 | Daejeon Hana Citizen          | 2 - 1 | Gimcheon Sangmu | Daejeon WK-stadion, Daejeon Toeschouwers: 8545 |
| 26 oktober 2022 19:30 uur UTC+9 | CHO Yu-min 35' JU Se-jong 74' |       | 22' Mun Ji-hwan | Daejeon WK-stadion, Daejeon Toeschouwers: 8545 |

|                                 |                 |                                                       |                      |                                               |
| 29 oktober 2022 16:00 uur UTC+9 | Gimcheon Sangmu | 0 - 4                                                 | Daejeon Hana Citizen | Gimcheon-stadion, Gimcheon Toeschouwers: 2918 |
| 29 oktober 2022 16:00 uur UTC+9 |                 | Lee Jin-hyun 31,53' Kim In-gyun 74' Kim Seung-sub 84' |                      | Gimcheon-stadion, Gimcheon Toeschouwers: 2918 |

Daejeon Hana Citizen won in totaal met 6-1 en promoveerde naar K League 1, terwijl Gimcheon Sangmu degradeerde in K League 2.

### Play-off II
|                                 |           |       |                         |                                           |
| 26 oktober 2022 19:30 uur UTC+9 | FC Anyang | 0 - 0 | Suwon Samsung Bluewings | Anyang-stadion, Anyang Toeschouwers: 4863 |
| 26 oktober 2022 19:30 uur UTC+9 |           |       |                         | Anyang-stadion, Anyang Toeschouwers: 4863 |

|                                 |                                    |       |            |                                              |
| 29 oktober 2022 14:00 uur UTC+9 | Suwon Samsung Bluewings            | 2 - 1 | FC Anyang  | Suwon WK-stadion, Suwon Toeschouwers: 12.842 |
| 29 oktober 2022 14:00 uur UTC+9 | An Byong-jun 17' Oh Hyeon-gyu 120' |       | Acosty 55' | Suwon WK-stadion, Suwon Toeschouwers: 12.842 |

Suwon Samsung Bluewings wint met 2-1 over twee wedstrijden. Suwon Samsung Bluewings handhaaft zich in de K League 1, FC Anyang blijft in de K League 2.

## Individuele klassementen
Sinds het seizoen 2015/16 krijgt ook de speler met de meeste assists, een trofee. Sinds het seizoen 2017/18 krijgt de doelman met de meeste clean sheets, een trofee. Doelpunten, assists en clean sheets tijdens de barragewedstrijden om internationale competities tellen niet mee in deze individuele klassementen.
Gouden Stier
| Nr. | Speler | Club | G | W | GPW | SPM |  |

Pro Assist
| Nr. | Speler | Club | A | W | GPW | SPM | L |  |

Clean sheet
|  |

## Scheidsrechters
|  |

## Trainerswissels
| Trainer        | Datum            | Club                    | Reden voor ontslag of vertrek | Positie            | Opvolger       | Datum aankondiging opvolger |
| -------------- | ---------------- | ----------------------- | ----------------------------- | ------------------ | -------------- | --------------------------- |
| Lee Byung-keun | 20 december 2021 | Daegu FC                | einde contract                | buiten het seizoen | Alexandre Gama | 22 december 2021            |
| Park Kun-ha    | 14 april 2022    | Suwon Samsung Bluewings | geaftreden                    | 11de               | Lee Byung-keun | 15 april 2022               |
| Alexandre Gama | 14 augustus 2022 | Daegu FC                | geaftreden                    | 9de                |                |                             |
| Kim Nam-il     | 22 augustus 2022 | Seongnam FC             | geaftreden                    | 12de               |                |                             |

## Individuele prijzen
|  |